# Ao Vivo (álbum de João Paulo & Daniel)
Ao Vivo é o primeiro e único álbum ao vivo da dupla sertaneja João Paulo & Daniel, lançado em novembro de 1997 pela Chantecler. O álbum recebeu o disco de platina dupla da ABPD pelas 500 mil cópias vendidas. Ele traz o registro de um show realizado pela dupla em Brotas (SP) no ano de 1995, e foi lançado dois meses depois da morte de João Paulo.

## Faixas[5]
Extraídas do Show do João Paulo & Daniel em Brotas - 1995 
| N.º | Título                                                  | Compositor(es)                               | Duração |  |
| 1.  | "Você Só Me Faz Feliz"                                  | Elias Muniz / Fátima Leão                    | 2:58    |  |
| 2.  | "Te Cuida Coração"                                      | Pinóchio / Ana Paula                         | 1:53    |  |
| 3.  | "Cuida de Mim"                                          | Edinho da Mata / Silmara Pierine             | 3:50    |  |
| 4.  | "Malícia de Mulher"                                     | Peninha / Tivas                              | 3:24    |  |
| 5.  | "Fogo de Amor"                                          | Jefferson Farias                             | 3:12    |  |
| 6.  | "Medley / Moda de Viola" - "Chora Viola" - "Caminheiro" | - Lourival dos Santos / Tião Carreiro - Jack | 2:10    |  |
| 7.  | "Dia de Visita"                                         | Moacyr Franco                                | 5:10    |  |
| 8.  | "Olhos Claros"                                          | Rick / João Paulo / Daniel                   | 3:39    |  |
| 9.  | "Desejo de Amar"                                        | Gabú / Marinheiro                            | 4:31    |  |
| 10. | "Rosto Molhado"                                         | Ronaldo Adriano / José Fortuna               | 3:29    |  |
| 11. | "Vai e Volta"                                           | Rui Barbosa / Odilon Santos                  | 2:54    |  |
| 12. | "Alguém"                                                | César Augusto / Piska                        | 3:27    |  |
| 13. | "O Cheiro Dela"                                         | Rick / Renner                                | 2:47    |  |
| 14. | "Hoje Eu Sei"                                           | Rick / Alexandre                             | 5:45    |  |
| 15. | "Eu Me Amarrei"                                         | Waldir Luz / Tivas                           | 3:28    |  |
| 16. | "Só Dá Você na Minha Vida"                              | Rick                                         | 4:51    |  |

Extraídas do Show do Daniel em Olympia - 15/10/1997 
| N.º | Título                               | Compositor(es)                                  | Duração |  |
| 17. | "Estou Apaixonado (Estoy Enamorado)" | Donato Poveda / Estéfano (Versão: Carlos Colla) | 5:42    |  |
| 18. | "Canção da América"                  | Milton Nascimento / Fernando Brant              | 4:58    |  |

## Certificações
| Brasil (ABPD)                             | 2× Platina | 1998 | 500.000* |
| *número de vendas baseado na certificação |            |      |          |